# Furruco
Il furruco (o furro) è uno strumento musicale della famiglia  dei membranofoni a frizione e originario del Venezuela.
Si tratta di tamburo composto da una cassa solitamente cilindrica e di legno o di terracotta, rivestita da una membrana di cuoio di capra di 40 cm di diametro. Al centro viene infilato un bastone riempito di cera, il quale, venendo mosso a mani nude o con un pezzo di stoffa, genera una vibrazione e un suono sordo. Viene utilizzato per la gaita zuliana.

## Origini del nome
L'origine del suo nome è incerta, ma probabilmente è una voce onomatopeica che richiama al suono prodotto dallo strumento.
Un'altra ipotesi vuole che esso derivi da furo, il buco presente negli stampi con cui si eliminano i residui di acqua e melassa per la preparazione dei pan di zucchero. Il termine allude pertanto al foro presente nella pelle del tamburo, il quale è passato a furuco e successivamente alla forma attuale.